# Алкотин (район)
Алкотин (порт. Alcoutim) — район (фрегезия) в Португалии, входит в округ Фару. Является составной частью муниципалитета Алкотин. По старому административному делению входил в провинцию Алгарве (регион). Входит в экономико-статистический субрегион Алгарве, который входит в Алгарве. Население составляет 1099 человек на 2001 год. Занимает площадь 129,60 км².

## Достопримечательности
- Древне-римская дамба Аламу
- Замок Форталеза-де-Алкотин (XIV век) — замок, основная достопримечательность городка, построен в 14 веке как пограничная крепость. В 1878 замок утратил важность, как военная крепость. Прежде чем замок был классифицирован как архитектурный памятник в 1973 г., он служил бойней для скота. В замке находится музей, в котором выставлены остатки старых стен и археологические находки
- Древнеримская деревня Монтинью -дас-Ларанжейрас
- Замок Велью-де-Алкотин
- Церковь Носса-Сеньора-де-Консейсан — церковь (XVI век). Реконструирована в XVIII веке, сегодня здесь находится музей современного искусства